# Liste der Monuments historiques in Saint-Juan
Die Liste der Monuments historiques in Saint-Juan führt die Monuments historiques in der französischen Gemeinde Saint-Juan auf.

## Liste der Objekte
| Bezeichnung                                                                         | Beschreibung                                                                                         | Standort                                          | Kennzeichnung | Schutzstatus | Datum | Bild |
| ----------------------------------------------------------------------------------- | --- | ------------------------------------------------- | ------------- | ------------ | ----- | ---- |
| Strahlenmonstranz                                                                   | Silber, vergoldet, um 1780, Goldschmied Edme Boullé; in der Kathedrale St-Jean in Besançon deponiert | in der Kirche Nativité-de-St-Jean-Baptiste (Lage) | PM25001315    | Classé       | 1978  |      |
| Gemälde Ludwig XIII. und Anna von Österreich empfangen den Habit des dritten Ordens | Ölfarbe auf Leinwand, vergoldeter Holzrahmen, 18. Jahrhundert                                        | in der Kirche Nativité-de-St-Jean-Baptiste (Lage) | PM25001316    | Classé       | 1978  |      |
| Gemälde Heiliger Felix von Cantalice                                                | Ölfarbe auf Leinwand, vergoldeter Holzrahmen, 18. Jahrhundert                                        | in der Kirche Nativité-de-St-Jean-Baptiste (Lage) | PM25001317    | Classé       | 1978  |      |
| Gemälde Heiliger Antonius von Padua                                                 | Ölfarbe auf Leinwand, vergoldeter Holzrahmen, 18. Jahrhundert                                        | in der Kirche Nativité-de-St-Jean-Baptiste (Lage) | PM25002383    | Inscrit      | 1978  |      |
| Gemälde Tod des heiligen Franz Xaver                                                | Ölfarbe auf Leinwand, vergoldeter Holzrahmen, 18. Jahrhundert                                        | in der Kirche Nativité-de-St-Jean-Baptiste (Lage) | PM25002384    | Inscrit      | 1978  |      |
| Zwei Seitenaltäre                                                                   | jeweils der Retabel; Stuck, farbig gefasst, 18. Jahrhundert                                          | in der Kirche Nativité-de-St-Jean-Baptiste (Lage) | PM25002385    | Inscrit      | 1978  |      |
| Kanzel                                                                              | Stuck, farbig gefasst, 18. Jahrhundert                                                               | in der Kirche Nativité-de-St-Jean-Baptiste (Lage) | PM25002386    | Inscrit      | 1978  |      |
| Glocke                                                                              | Bronze, 1772 gegossen                                                                                | in der Kirche Nativité-de-St-Jean-Baptiste (Lage) | PM25001314    | Classé       | 1942  |      |